# Miranda de Llaberia
La Miranda de Llaberia és una muntanya de 918 metres que es troba entre els municipis de Colldejou al Baix Camp i Tivissa a la Ribera d'Ebre, a la Serra de Llaberia.
Aquest cim està inclòs al llistat dels 100 cims de la FEEC